# CoSTEP
北海道大学CoSTEP（コーステップ、英: Communication in Science and Technology Education and Research Program、科学技術コミュニケーター養成プログラム）は、2005年に創設された、科学技術コミュニケーションの教育・実践・研究を互いに有機的に関連づけながら行なう組織である。受講生は一年間のプログラムを通じて、科学技術コミュニケーターに必要な素養を身につけることができる。

## 履修コース
- 本科
科学技術コミュニケーターとして、自らが中心となって様々な科学技術コミュニケーション活動を企画・実施できる総合的な知識とスキルを習得する。講義、演習、実習を必修科目として受講する。
- 選科A／選科B
科学技術コミュニケーターとしての基礎的な知識とスキルを習得する。講義、演習を必修科目として受講する。講義は e-learning での配信が行われており、遠方に在住あるいは頻繁に通学できなくても受講可能である。選科Aと選科Bにはそれぞれ3日間の集中演習が用意されている。選科Aではサイエンス・カフェや各種のワークショップなど、参加・体験型イベントの企画者・進行役に求められる企画、プログラムデザイン、ファシリテーションなどのスキルを身につけることができる。選科Bではサイエンスライティングの基礎スキルを学ぶ。サイエンスライティングにおけるテーマ選び、読者の想定、媒体に適した記事の作り方など、文章作成に必要な要素を意識し、文章の構成や日常の言葉と専門用語の使い分け、さまざまな表現方法を習得する。
- 研修科
CoSTEPの修了生であり、自ら主体的に実践や研究を企画し実行する意欲と能力があれば受講ができる。予め作成した活動計画に沿って、指導教員のサポートを受けつつ活動（実践や研究）を行ない、成果を報告や論文などにまとめる。

## 科学技術コミュニケーション専門誌「Japanese Journal of Science Communication」
CoSTEPでは日本初の科学技術コミュニケーションに特化したジャーナルとして「Japanese Journal of Science Communication」を発行している。科学技術コミュニケーションに関する論文や、報告、紹介記事などを掲載し、年2回、3月と9月に刊行する。

## 過去の講師
- 白川英樹（ノーベル化学賞 受賞者）
- 宮台真司（社会学者／首都大学東京 教授）
- 石井哲也（北海道大学 安全衛生本部 教授）
- 鈴木一人（北海道大学 公共政策大学院 教授）
- 岩崎秀雄（早稲田大学 理工学術院 教授）
- 藤代裕之（法政大学 社会学部 准教授）
- 森田真生（独立研究者）
- 柴藤亮介（アカデミスト株式会社 代表）
- 奥村政佳（元・RAG FAIRメンバー／気象予報士／保育士／防災士）
- 渡辺保史（メディアジャーナリスト）
- 榎木英介（医師／近畿大学 講師）
- 荻上チキ（評論家／編集者）
- 高橋晋平（おもちゃクリエイター）
- 大友良英（ミュージシャン／作曲家）
- サンキュータツオ（お笑い芸人／日本語学者）
- 伊藤博之（初音ミクの開発者）
- 南雲勝志（デザイナー）
- 江渡浩一郎（メディアアーティスト）
- 川上慎市郎（グロービス経営大学院大学 准教授）
- 本間浩輔（ヤフー株式会社 執行役員）
- 本間充（アウトブレイン ジャパン株式会社 顧問／アビームコンサルティング株式会社 顧問）
- 林雄司（デイリーポータルZ 編集長）
- 前川淳（折り紙作家）
- 粥川準二（ジャーナリスト／フリーライター）
- 内村直之（科学ジャーナリスト）

## 受賞歴
- 平成26年度文部科学大臣表彰 科学技術賞
業績名「アウトリーチ活動とそれを担う人材の育成を統合した理解増進[2]」
- 平成27年度グッドデザイン賞 地域・コミュニティづくり／社会貢献活動部門
作品名「触媒としてのサイエンス・カフェ札幌 〜北海道大学 高等教育推進機構 科学技術コミュニケーション教育研究部門（CoSTEP）の10年間の取り組み〜[3]」
- 平成28年度キッズデザイン賞 子どもたちの創造性と未来を拓くデザイン部門
作品名「チ・カ・ホ農学校～細胞工作研究所でつくってまなぼう！～[4]」
- 平成29年度朝日新聞社主催 朝日VRアワード 自然部門賞
作品名「子ども向けサイエンスワークショップ「没入！バーチャル支笏湖ワールド」のVRコンテンツ「支笏湖に暮らす生き物たちを発見！」[5]」
- 平成30年度北大えるむ賞
受賞理由「朝日VRアワードに出場し、自然部門賞を受賞したことに対して[6]」